# Auswahlerfindung
Als Auswahlerfindung wird eine patentfähige Erfindung bezeichnet, die unter einen generischen Anspruch eines früheren Patents fällt, jedoch nach der einschlägigen Rechtslage nicht – insbesondere nicht durch das frühere Patentdokument – als offenbart gilt. Die Frage der Auswahlerfindung ist somit ein Aspekt der Neuheitsprüfung der späteren Patentanmeldung, in der die Auswahl getroffen wird. Die Auswahlerfindung kann ausdrücklich offenbarte Einzelelemente, Teilmengen aus einer größeren Menge oder einen Parameter-Teilbereich aus einem größeren Parameter-Bereich zum Gegenstand haben. Obwohl sie grundsätzlich in jeder Technologie auftreten kann, ist die Auswahlerfindung besonders für Wirkstoff-Patente der Agrochemie und Pharmazie von Bedeutung. Für eine patentierte Auswahlerfindung ist der Begriff „Auswahlpatent“ in Gebrauch.
Zwei Fallgestaltungen der Auswahlerfindung sind besonders häufig anzutreffen:
1. die Auswahl einer einzelnen chemischen Verbindung oder einer kleinen Gruppe nahe verwandter chemischer Verbindung aus der Gesamtheit aller Verbindungen, welche durch eine generische chemische Formel ausgedrückt werden
2. die Auswahl eines engen Temperatur-, Druck- oder Stoffmengenbereichs aus einem größeren Bereich.

## Gesetzliche Grundlagen
Das Konzept der Auswahlerfindung findet sich nur in einem Teil der nationalen und supranationalen Patentsysteme, und es weist dort weiterhin sehr unterschiedliche Ausprägungen auf.
Breiten Raum nimmt die Behandlung der Auswahlerfindung beispielsweise im System des Europäischen Patentübereinkommens (EPÜ) ein. Eine ausführliche Darstellung mit Anwendungsfällen liefern die Prüfungsrichtlinien zum EPÜ.

## Gesetze und Übereinkommen
- Europäisches Patentübereinkommen, abgerufen am 31. Januar 2016.
- Richtlinien für die Prüfung im Europäischen Patentamt, Ausgabe November 2015, abgerufen am 19. Februar 2016.
- Rechtsprechung der Beschwerdekammern des EPA, abgerufen am 19. Februar 2016.